# Marele icosidodecaedru complex
În geometrie marele icosidodecaedru complex este un compus poliedric uniform degenerat, având 32 de fețe (20 de triunghiuri și 12 pentagrame), 60 de laturi (dublate)  și 12 vârfuri. Fețele formate din câte două muchii suprapuse sunt considerate din punct de vedere topologic fețe. Un poliedru neconvex are fețe care se intersectează care nu reprezintă muchii sau fețe noi. Doar cele marcate cu sfere aurii sunt vârfuri, iar cele cu linii argintii sunt laturi. 
Pe fiecare latură se întâlnesc câte patru fețe: câte două triunghiuri, care formează fețele triunghiulare interne și două pentagrame, care formează fețele externe. De asemenea, în fiecare vârf se întâlnesc câte opt fețe: câte trei triunghiuri și cinci pentagrame. 
Marele icosidodecaedru complex poate fi construit din diferite figuri ale vârfului.

## Văzut drept compus
Marele icosidodecaedru complex poate fi văzut ca un compus format dintr-un  mic dodecaedru stelat {5/2,5} și un mare icosaedru {3,5/2}, cu care are în comun toate vârfurile și laturile. Marele icosidodecaedru complex seamănă cu micul dodecaedru stelat, deoarece marele icosaedru este conținut complet în interiorul micului dodecaedru stelat.
|                         |                  |          |
| Micul dodecaedru stelat | Marele icosaedru | Compusul |

## Poliedru dual

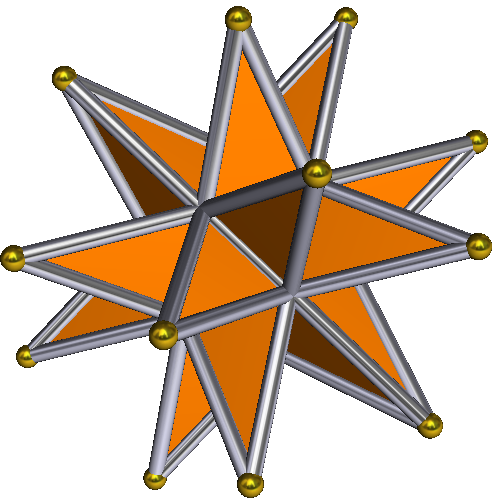
Dual: marele icosidodecacron complex

Dualul său este marele icosidodecacron complex.